# バジル・フィールディング (第6代デンビー伯爵)

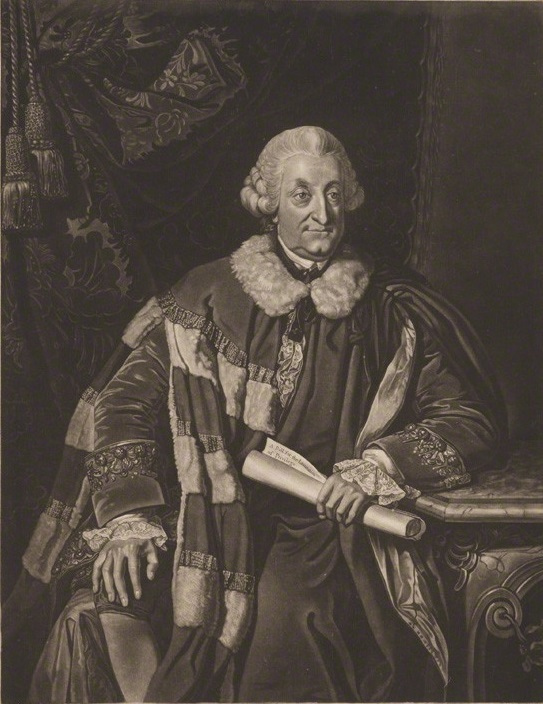
第6代デンビー伯爵のメゾチント

第6代デンビー伯爵および第5代デズモンド伯爵バジル・フィールディング（英語: Basil Feilding, 6th Earl of Denbigh and 5th Earl of Desmond PC、1719年1月3日 – 1800年7月14日）は、イギリスの貴族。1755年までフィールディング子爵の儀礼称号を使用した。

## 生涯
第5代デンビー伯爵および第4代デズモンド伯爵ウィリアム・フィールディングとイサベラ・デ・ヨンゲ（Isabella de Jonge、1769年5月16日没、ペーテル・デ・ヨンゲの娘）の息子として、1719年1月3日に生まれた。
1745年ジャコバイト蜂起では第4代ベッドフォード公爵ジョン・ラッセルの部下として、9月27日に招集された歩兵連隊に入隊した。
1755年8月2日に父が死去すると、デンビー伯爵とデズモンド伯爵の爵位を継承した。その後、1760年2月9日にジョージ2世によって枢密顧問官に任命され、1761年3月17日にジョージ3世によって再任された。また、1761年9月22日のジョージ3世戴冠式にも参加、1761年から1782年までハリアー犬管理長官を、1763年から1800年まで寝室侍従を務めた。貴族院ではトーリー党の一員として、1783年12月にチャールズ・ジェームズ・フォックスのインド法案に反対票を投じた。
1800年7月14日に死去、長男に先立たれたため孫ウィリアムが爵位を継承した。

## 人物
ホレス・ウォルポールは1773年に第6代デンビー伯爵を「宮廷の手先の間では最低で、最も差し出がましい」（the lowest and most officious of the Court tools）と酷評している。

## 家族
1757年4月12日、メアリー・コットン（Mary Cotton、1782年10月14日没、第6代準男爵ジョン・コットンの娘）と結婚した。
- ウィリアム・ロバート（1760年 – 1799年） - 陸軍軍人、庶民院議員。第7代デンビー伯爵ウィリアム・フィールディング（英語版）の父
- チャールズ - 生涯未婚[2]

1783年7月21日、サラ・ファーナム（Sarah Farnham、1741年10月25日 – 1814年10月2日、エドワード・ファーナムの末娘）と再婚したが、2人の間に子供はいなかった。